# Suture del cranio
Le suture del cranio sono articolazioni fisse del tipo delle sinfibrosi presenti tra le ossa del cranio e caratterizzate da tessuto connettivo fibrillare denso.

## Suture del neurocranio
- Sutura coronale - tra il frontale e le ossa parietali
- Sutura frontale o metopica - tra le due componenti originarie dell'osso frontale (nella maggior parte dei casi si ossifica entro il sesto anno di vita)
- Sutura fronto-etmoidale - tra il frontale e l'etmoide
- Sutura occipito-mastoidea - tra l'occipitale e la porzione mastoidea del temporale
- Sutura parieto-mastoidea - tra l'osso parietale e la porzione mastoidea del temporale
- Sutura sagittale - tra le ossa parietali
- Sutura sfeno-etmoidale - tra lo sfenoide e l'etmoide
- Sutura sfeno-frontale - tra lo sfenoide e il frontale
- Sutura sfeno-parietale - tra lo sfenoide e l'osso parietale
- Sutura sfeno-petrosa - tra lo sfenoide e la porzione petrosa del temporale
- Sutura sfeno-squamosa - tra lo sfenoide e la porzione squamosa del temporale
- Sutura squamosa - tra l'osso parietale e la porzione squamosa del temporale
- Sutura lambdoidea - tra le ossa parietali e l'occipitale

### Suture interne al temporale
- Sutura squamo-mastoidea o petro-squamosa - tra la porzione squamosa e la porzione mastoidea del temporale
- Sutura squamo-timpanica o timpanico-squamosa - tra la porzione squamosa e la porzione timpanica del temporale

## Suture tra neurocranio e splancnocranio
- Sutura etmoido-concale - tra l'etmoide e il cornetto inferiore
- Sutura etmoido-lacrimale - tra l'etmoide e l'osso lacrimale
- Sutura etmoido-mascellare - tra l'etmoide e l'mascellare
- Sutura etmoido-vomeraria - tra l'etmoide e il vomere
- Sutura etmoido-nasale - tra l'etmoide e l'osso nasale
- Sutura fronto-lacrimale - tra il frontale e l'osso lacrimale
- Sutura fronto-mascellare - tra il frontale e il mascellare
- Sutura fronto-nasale - tra il frontale e le ossa nasali
- Sutura fronto-zigomatica - tra il frontale e lo zigomatico
- Sutura palato-etmoidale - tra il palatino e l'etmoide
- Sutura sfeno-mascellare - tra lo sfenoide e il mascellare
- Sutura sfeno-vomeraria - tra lo sfenoide e il vomere
- Sutura sfeno-zigomatica - tra lo sfenoide e lo zigomatico
- Sutura temporo-zigomatica - tra lo zigomatico e il temporale

## Suture dello splancnocranio

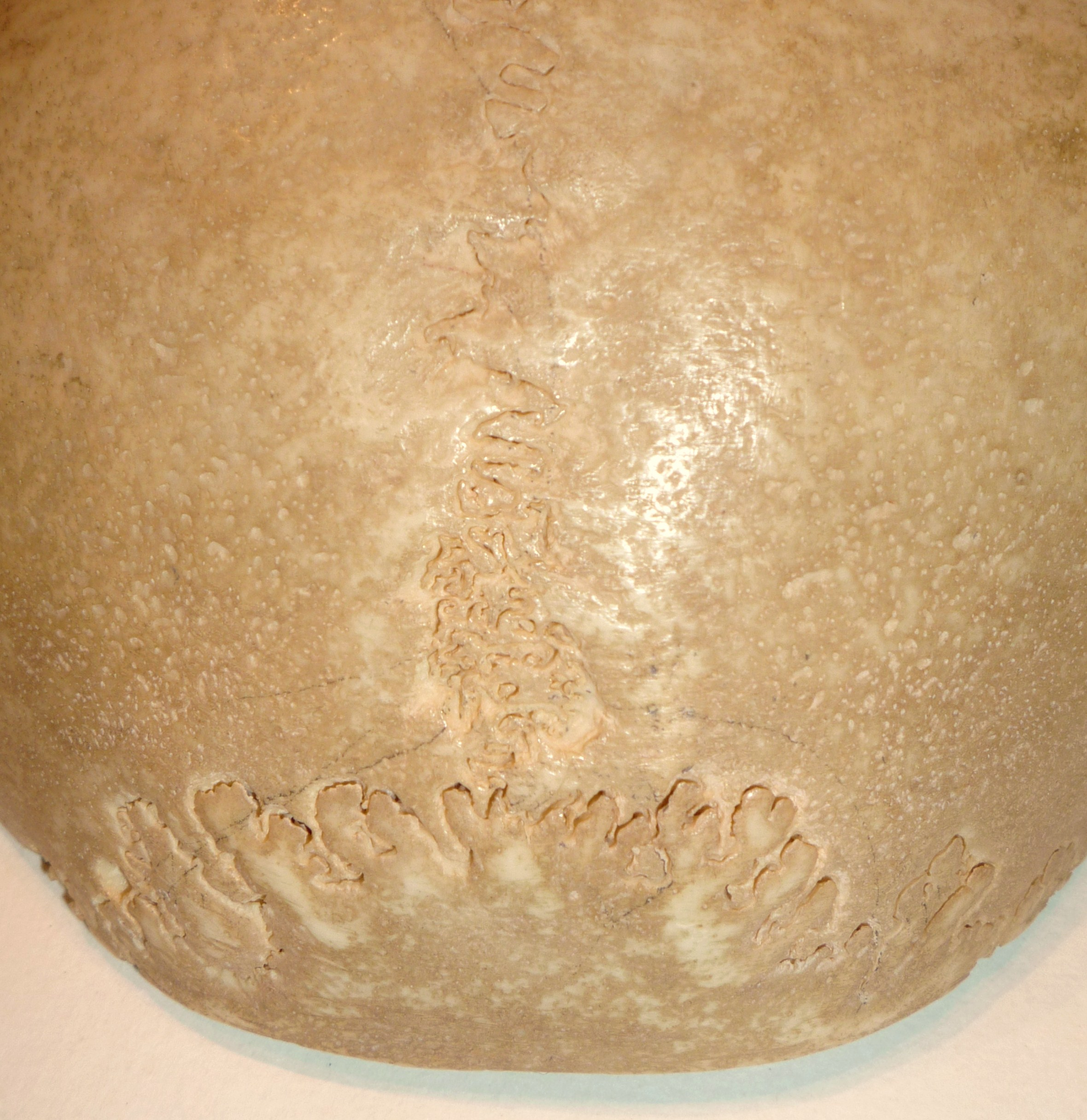
Vista posterosuperiore del cranio (sezionato), sono evidenti la sutura sagittale tra le due ossa parietali e la sutura lambdoidea tra l'occipitale e le ossa parietali

- Sutura intermascellare - tra le due ossa mascellari
- Sutura internasale - tra le due ossa nasali
- Sutura interpalatina - tra le due ossa palatine
- Sutura lacrimo-concale - tra l'osso lacrimale e il cornetto inferiore
- Sutura lacrimo-mascellare - tra l'osso lacrimale e il mascellare
- Sutura maxillo-concale - tra il mascellare e il cornetto inferiore
- Sutura maxillo-palatina - tra il mascellare e il palatino
- Sutura naso-mascellare - tra l'osso nasale e il mascellare
- Sutura palatina mediana - è l'insieme della sutura intermascellare e della sutura interpalatina
- Sutura palatina trasversa - è la porzione della sutura maxillo-palatina che si instaura tra il processo palatino del mascellare e la lamina orizzontale del palatino
- Sutura palato-concale - tra il palatino e il cornetto inferiore
- Sutura palato-vomeraria - tra palato (comprensivo del processo palatino del mascellare e della lamina trasversa del palatino) e il vomere
- Sutura zigomatico-mascellare - lo zigomatico e il mascellare

## Sinostosi
L'ossificare in una sinostosi è il destino di molte delle suture del cranio. Se però questo avviene precocemente, prima che si sia completato lo sviluppo delle ossa craniche, può essere causa di malformazioni consistenti in anomalie della forma del cranio con possibili impatti sullo sviluppo neurologico che nei casi più gravi necessitano di trattamento chirurgico.

### Sinostosi precoci fisiologiche
- Sutura metopica: ossifica normalmente a partire dai 2 anni.
- Sutura sfeno-occipitale: - tra i 18 e i 25 anni la sutura sfeno-occipitale inizia ad ossificare e l'osso occipitale e lo sfenoide si saldano in una sinostosi.

### Sinostosi precoci patologiche
- Trigonocefalia:  causata dalla chiusura della sutura metopica in un periodo precedente il secondo anno di vita.
- Dolicocefalia e Scafocefalia:  causata dalla chiusura precoce della sutura sagittale.
- Brachicefalia anteriore o posteriore:  causata dalla chiusura precoce bilateralmente della sutura coronale (anteriore) o lambdoidea (posteriore).
- Plagiocefalia anteriore o posteriore (testa asimmetrica):  causata dalla chiusura precoce di una sutura emicoronale (anteriore) o emilambdoidea (posteriore).
- Cranio a trifoglio e Oxicefalia:  causate da un complesso di sinostosi precoci a carico delle suture coronale, sagittale, lambdoidea e squamosa.